# トーセンガーネット
トーセンガーネットは、日本の競走馬。主な勝ち鞍には2019年のニューイヤーカップ、桜花賞、東京プリンセス賞。

## 戦績
2018年6月のデビュー戦で同厩舎・同馬主のトーセンボルガから2馬身差の2着。その後2戦を挟み4戦目を笹川翼とのコンビで初勝利を挙げる。札幌競馬場に遠征してのクローバー賞は8着に終わったものの、船橋競馬場のトーシンブリザードメモリアルでは1位入線。しかし、レース後に禁止薬物に指定されているプロカインが検出され、10月13日付で失格処分となり着順も変更された。仕切り直しで出走の平和賞も、6番人気の伏兵ヒカリオーソの逃げを捕まえることができず2着。園田競馬場での交流重賞兵庫ジュニアグランプリでは、地元の田中学を鞍上にデルマルーヴルの4着、地方馬最先着を果たした。
3歳を迎えた2019年は1月のニューイヤーカップから始動、短期免許で南関東で騎乗していた五十嵐冬樹を鞍上に迎え、レースでは4コーナーから先頭に立ってヒカリオーソの追撃を1馬身半差封じて重賞初制覇、平和賞の雪辱を果たした。続くユングフラウ賞はポットギルの逃げをとらえられずクビ差2着に敗れるも、南関東牝馬クラシック第1戦の桜花賞では4コーナーで先頭に立ってそのまま押し切り、1冠目を手中にした。桜花賞後は東京ダービーへ向かうプランもあったが、最終的には東京プリンセス賞に向かい、レースでは逃げたアークヴィグラスを差し切って2冠達成とした。牝馬クラシック3冠目の関東オークスは1着ラインカリーナ、2着マドラスチェックから大きく離された3着に終わり3冠も逸したが、この3着によりGRANDAME-JAPAN3歳シーズンのポイントを42として同シーズンの総合優勝を決めた。
その後、美浦トレーニングセンターの小笠倫弘厩舎に移籍。移籍初戦の紫苑ステークス、2戦目の福島記念、3戦目のクイーン賞ともに2桁着順と振るわなかった。
南関東牝馬二冠達成の実績により、2019年のNARグランプリ3歳最優秀牝馬に選出された。
2020年は2戦したあと3月11日付けで中央の登録を抹消され、浦和の小久保厩舎に戻った。
南関東復帰初戦のしらさぎ賞は、別定でメンバー中最重量の57kgを背負い後方から競馬となり、メンバー中最速の上がり3ハロン37.4の脚で追い上げたものの4着だった。このあと5月の川崎マイラーズを使われ12着。休みを挟んで出走した10月21日の埼玉新聞栄冠賞で殿負けを喫した後は出走することなく、翌年2021年2月26日付けで地方競馬の登録を抹消された。

## 競走成績
以下の内容はnetkeiba.com及びkeiba.go.jpの情報に基づく。
| 競走日     | 競馬場 | 競走名                 | 格     | 距離（馬場）  | 頭 数 | 枠 番 | 馬 番 | オッズ （人気） | 着順  | タイム （上がり3F） | 着差 | 騎手        | 斤量 [kg] | 1着馬（2着馬）         | 馬体重 [kg] |
| ---------- | ------ | ---------------------- | ------ | ------------- | ----- | ----- | ----- | --------------- | ----- | ------------------- | ---- | ----------- | --------- | ---------------------- | ----------- |
| 2018.06.01 | 浦和   | ドリームチャレンジ     | 新馬   | ダ0800m（良） | 6     | 5     | 5     | 003.40（3人）   | 02着  | R0:48.5（35.9）     | -0.4 | 0張田昂     | 54        | トーセンボルガ         | 460         |
| 0000.07.03 | 川崎   | 若草特別               | 2歳一  | ダ1400m（良） | 8     | 8     | 8     | 018.80（5人）   | 03着  | R1:31.7（39.6）     | -0.2 | 0張田昂     | 54        | トーセンボルガ         | 450         |
| 0000.07.16 | 浦和   | 新星特別               | 2歳一  | ダ1400m（良） | 7     | 1     | 1     | 001.80（1人）   | 02着  | R1:30.5（40.2）     | -0.6 | 0張田昂     | 54        | レベルフォー           | 457         |
| 0000.07.24 | 船橋   | レイクサイドスター特別 | 2歳一  | ダ1500m（良） | 6     | 5     | 5     | 002.50（1人）   | 01着  | R1:39.0（39.1）     | -1.5 | 0笹川翼     | 54        | （ドリームファイター） | 450         |
| 0000.08.19 | 札幌   | クローバー賞           | OP     | 芝1500m（稍） | 12    | 6     | 8     | 079.40（9人）   | 08着  | R1:33.3（36.4）     | -1.1 | 0笹川翼     | 54        | ウインゼノビア         | 450         |
| 0000.10.02 | 船橋   | トーシンブリザードM    | 2歳一  | ダ1600m（稍） | 5     | 4     | 4     | 001.80（1人）   | 0失格 | R1:43.2（38.1）     | -1.1 | 0左海誠二   | 55        | トーセンアイアン       | 450         |
| 0000.11.07 | 船橋   | 平和賞                 | SIII   | ダ1600m（重） | 14    | 7     | 12    | 003.30（1人）   | 02着  | R1:43.4（40.8）     | -0.1 | 0笹川翼     | 54        | ヒカリオーソ           | 445         |
| 0000.11.28 | 園田   | 兵庫ジュニアGP         | JpnII  | ダ1400m（良） | 12    | 6     | 7     | 063.70（7人）   | 04着  | R1:29.6（39.2）     | -1.0 | 0田中学     | 54        | デルマルーヴル         | 455         |
| 2019.01.09 | 浦和   | ニューイヤーC          | SIII   | ダ1600m（良） | 11    | 6     | 6     | 004.70（3人）   | 01着  | R1:41.9（39.7）     | -0.3 | 0五十嵐冬樹 | 54        | （ヒカリオーソ）       | 456         |
| 0000.02.13 | 浦和   | ユングフラウ賞         | SII    | ダ1400m（稍） | 12    | 7     | 9     | 002.80（2人）   | 02着  | R1:28.6（38.8）     | -0.0 | 0笹川翼     | 56        | ポッドギル             | 457         |
| 0000.03.27 | 浦和   | 桜花賞                 | SI     | ダ1600m（良） | 11    | 2     | 2     | 001.70（1人）   | 01着  | R1:40.4（38.6）     | -1.5 | 0左海誠二   | 54        | （ゼットパッション）   | 455         |
| 0000.04.23 | 大井   | 東京プリンセス賞       | SI     | ダ1800m（良） | 12    | 6     | 8     | 001.40（1人）   | 01着  | R1:55.6（38.2）     | -0.4 | 0左海誠二   | 54        | （アークヴィグラス）   | 449         |
| 0000.06.12 | 川崎   | 関東オークス           | JpnII  | ダ2100m（重） | 14    | 4     | 6     | 003.70（2人）   | 03着  | R2:20.2（40.6）     | -2.5 | 0左海誠二   | 54        | ラインカリーナ         | 449         |
| 0000.09.07 | 中山   | 紫苑S                  | GIII   | 芝2000m（良） | 15    | 4     | 7     | 156.5（14人）   | 13着  | R1:59.8（34.6）     | -1.5 | 0武藤雅     | 54        | パッシングスルー       | 452         |
| 0000.11.10 | 福島   | 福島記念               | GIII   | 芝2000m（良） | 16    | 4     | 7     | 117.4（14人）   | 14着  | R2:00.8（36.8）     | -1.3 | 0丸田恭介   | 50        | クレッシェンドラヴ     | 462         |
| 0000.12.11 | 船橋   | クイーン賞             | JpnIII | ダ1800m（稍） | 12    | 8     | 11    | 011.70（5人）   | 10着  | R1:55.9（41.6）     | -2.3 | 0左海誠二   | 52        | クレイジーアクセル     | 467         |
| 2020.01.22 | 大井   | TCK女王盃              | JpnIII | ダ1800m（重） | 12    | 7     | 10    | 072.40（9人）   | 06着  | R1:56.0（40.0）     | -1.7 | 0的場文男   | 55        | マドラスチェック       | 461         |
| 0000.03.05 | 川崎   | エンプレス杯           | JpnII  | ダ2100m（稍） | 13    | 8     | 12    | 033.50（7人）   | 10着  | R2:20.2（44.0）     | -3.3 | 0的場文男   | 55        | アンデスクイーン       | 464         |
| 0000.04.22 | 浦和   | しらさぎ賞             | SIII   | ダ1400m（重） | 12    | 7     | 9     | 014.00（5人）   | 04着  | R1:28.3（37.4）     | -1.0 | 0左海誠二   | 57        | ストロングハート       | 467         |
| 0000.05.13 | 川崎   | 川崎マイラーズ         | SIII   | ダ1600m（良） | 13    | 7     | 11    | 068.60（9人）   | 12着  | R1:42.3（39.5）     | -2.4 | 0左海誠二   | 55        | グレンツェント         | 457         |
| 0000.10.21 | 浦和   | 埼玉新聞栄冠賞         | SIII   | ダ1900m（稍） | 10    | 6     | 6     | 082.7（10人）   | 10着  | R2:03.7（41.2）     | -3.9 | 0今野忠成   | 56        | タービランス           | 481         |

1. ↑  1位入線
2. ↑  失格のため参考記録

## 繁殖成績
|       | 馬名                     | 生年   | 性 | 毛色 | 父               | 馬主     | 厩舎           | 戦績           |
| ----- | ------------------------ | ------ | -- | ---- | ---------------- | -------- | -------------- | -------------- |
| 初仔  | トーセンアデレード       | 2022年 | 牝 | 鹿毛 | マクマホン       | 島川隆哉 | 浦和・小久保智 | 3戦0勝（現役） |
| 2番仔 | トーセンブリラーレ       | 2023年 | 牡 | 鹿毛 | トーセンレーヴ   | 島川隆哉 | 美浦・小笠倫弘 | （デビュー前） |
| 3番仔 | トーセンガーネットの2024 | 2024年 | 牝 | 鹿毛 | ハイランドリール |          |                | （デビュー前） |

- 2025年4月11日現在

## 血統
| トーセンガーネットの血統        | トーセンガーネットの血統           | トーセンガーネットの血統  | （血統表の出典）          | （血統表の出典） |
| 父系                            | ミスタープロスペクター系           | ミスタープロスペクター系  | ミスタープロスペクター系  | [ § 2 ]          |
| 父 *アグネスデジタル 栗毛 1997  | 父の父Crafty Prospector 栗毛 1979  | Mr. Prospector            | Raise a Native            | Raise a Native   |
| 父 *アグネスデジタル 栗毛 1997  | 父の父Crafty Prospector 栗毛 1979  | Mr. Prospector            | Gold Digger               |                  |
| 父 *アグネスデジタル 栗毛 1997  | 父の父Crafty Prospector 栗毛 1979  | Real Crafty Lady          | In Reality                | In Reality       |
| 父 *アグネスデジタル 栗毛 1997  | 父の父Crafty Prospector 栗毛 1979  | Real Crafty Lady          | Princess Roycraft         |                  |
| 父 *アグネスデジタル 栗毛 1997  | 父の母Chancey Squaw 鹿毛 1991      | Chief's Crown             | Danzig                    | Danzig           |
| 父 *アグネスデジタル 栗毛 1997  | 父の母Chancey Squaw 鹿毛 1991      | Chief's Crown             | Six Crowns                |                  |
| 父 *アグネスデジタル 栗毛 1997  | 父の母Chancey Squaw 鹿毛 1991      | Allicance                 | Alleged                   | Alleged          |
| 父 *アグネスデジタル 栗毛 1997  | 父の母Chancey Squaw 鹿毛 1991      | Allicance                 | Runaway Bride             |                  |
| 母 トーセンヴェール 青鹿毛 2009 | 母の父*クロフネ 芦毛 1998          | *フレンチデピュティ       | Deputy Minister           | Deputy Minister  |
| 母 トーセンヴェール 青鹿毛 2009 | 母の父*クロフネ 芦毛 1998          | *フレンチデピュティ       | Mitterand                 |                  |
| 母 トーセンヴェール 青鹿毛 2009 | 母の父*クロフネ 芦毛 1998          | *ブルーアヴェニュー       | Classic Go Go             | Classic Go Go    |
| 母 トーセンヴェール 青鹿毛 2009 | 母の父*クロフネ 芦毛 1998          | *ブルーアヴェニュー       | Eliza Blue                |                  |
| 母 トーセンヴェール 青鹿毛 2009 | 母の母ツィンクルヴェール 芦毛 2001 | *サンデーサイレンス       | Halo                      | Halo             |
| 母 トーセンヴェール 青鹿毛 2009 | 母の母ツィンクルヴェール 芦毛 2001 | *サンデーサイレンス       | Wishing Well              |                  |
| 母 トーセンヴェール 青鹿毛 2009 | 母の母ツィンクルヴェール 芦毛 2001 | ツィンクルブライド        | Lyphard                   | Lyphard          |
| 母 トーセンヴェール 青鹿毛 2009 | 母の母ツィンクルヴェール 芦毛 2001 | ツィンクルブライド        | *デビルズブライド         |                  |
| 母系(F-No.)                     | (FN:10-e)                          | (FN:10-e)                 | (FN:10-e)                 | [ § 3 ]          |
| 5代内の近親交配                 | Northern Dancer 5x5=6.25%          | Northern Dancer 5x5=6.25% | Northern Dancer 5x5=6.25% | [ § 4 ]          |
| 出典                            | 1. 2. 3. 4.                        | 1. 2. 3. 4.               | 1. 2. 3. 4.               | 1. 2. 3. 4.      |

- 半弟カイル（父トーセンブライト）は、2022年東京ダービー優勝馬。
- そのほかの主な近親にジューンベロシティ、ジューンテイク、ペールギュント、ミッキースワロー。